# Pepe Domínguez
José del Carmen Domínguez Saldívar, beter bekend als Pepe Domínguez (Dzidzantún, Yucatán, 16 juli 1900 - Havana, Cuba, 11 januari 1950) was een Mexicaanse dirigent, componist, musicus en docent.

## Biografie
Domínguez werd op 16 juli 1900 geboren in Dzidzantún, Yucatán. Zijn ouders waren Joaquín Domínguez Lizama en Severina Saldívar, en was de oudste van vijf kinderen. Hij studeerde aan het Instituto Literario de Yucatán in de stad Mérida en aan de Escuela Normal de Maestros. Hij werkte als leraar op het platteland in de gemeente Cansahcab.
In 1918 begon hij zijn werk als componist. Vier jaar later verhuisde hij naar Mérida om een duet te vormen met Ernesto Paredes en later met Felipe Castillo. In 1927 leidde hij het ''kwintet van Mérida''. Hij was ook omroeper bij het radiostation XEZ-AM. Tot zijn composities behoren onder andere de werken "Aires del Mayab", "Beso asesino" (samen met Carlos Duarte Moreno), "Granito de sal", "Manzanita", "Muñequita", "La rosa", "Manos de armiño", "Flor del mal", "Almendra roja", "Dentro de mí" en "Pájaro azul".
Op 49-jarige leeftijd overleed Pepe Domínguez op 11 januari 1950 in Havana. Hij ligt begraven op het Cementerio General de Mérida in Mérida.
- Library of Congress Control Number: no2005020882
- MusicBrainz: 66edd331-c3a7-4e9e-99d4-556a03de7ffc
- Virtual International Authority File: 51415499
- WorldCat: E39PBJpJdjy7rVxHbCC3CYGWDq